# Kévin Fouache

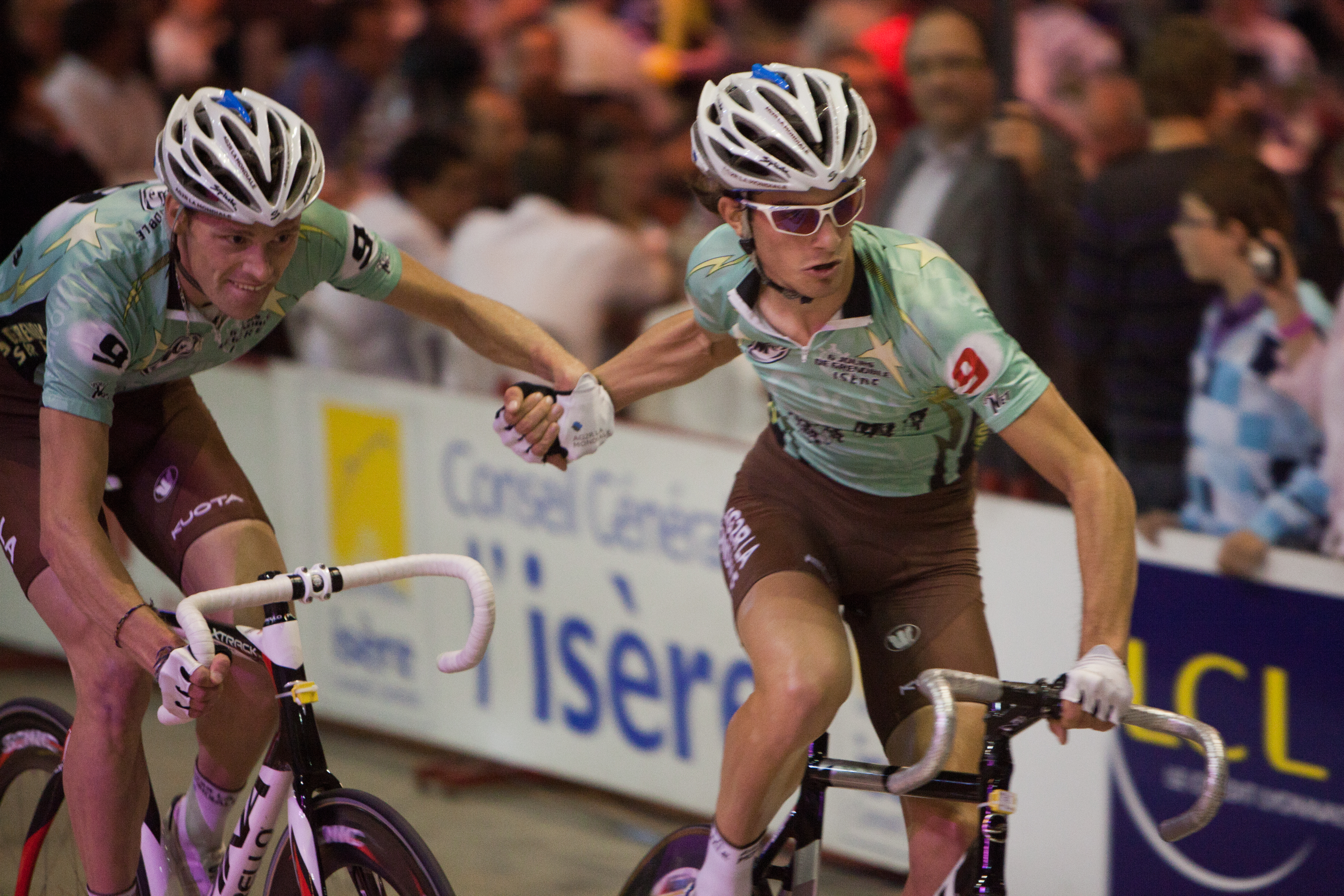
Fouache (l.) mit Jules Pijourlet beim Sechstagerennen in Grenoble (2011)

Kévin Fouache (* 18. Januar 1989 in Chambéry) ist ein französischer Radsportler.

## Sportlicher Werdegang
Seit 1996 ist Kévin Fouache als Radsportler aktiv. 2005 wurde er französischer Jugend-Meister im Zweier-Mannschaftsfahren und 2006 mit Vivien Brisse nationaler Junioren-Meister in derselben Disziplin. 2007 wurde er französischer Meister der Junioren im Punktefahren, und 2009 mit Morgan Kneisky Meister der Elite im Zweier-Mannschaftsfahren.
In den folgenden Jahren fuhr Fouache für verschiedene französische Vereinsmannschaften, und der ganz große Erfolg blieb ihm versagt. 2019 wurde er Sportdirektor der Teams von La Roche-sur-Yon Vendée Cyclisme, nachdem er zuvor in Poitiers ein Studium absolviert hatte. 2022 ging er bei den Europameisterschaften der Steher in Lyon an den Start. Zuvor kündigte er an, dass dies sein letztes Rennen sein werde. Hinter der Führung von Schrittmacher Sylvain Pacheco errang er den Titel des Europameisters. Damit war er der erste französische Steher-Europameister seit Roger Queugnet im Jahre 1953 (inoffiziell).

## Erfolge
2005
- Französischer Jugend-Meister – Zweier-Mannschaftsfahren (mit Thomas Girard)

2006
- Französischer Junioren-Meister – Zweier-Mannschaftsfahren (mit Vivien Brisse)

2007
- Französischer Junioren-Meister – Punktefahren

2009
- Französischer Meister – Zweier-Mannschaftsfahren (mit Morgan Kneisky)

2022
- Europameister – Steher (hinter Sylvain Pacheco)